# Cathorops raredonae
Cathorops raredonae är en fiskart som beskrevs av Marceniuk, Betancur-r. och Acero P. 2009. Cathorops raredonae ingår i släktet Cathorops och familjen Ariidae. Inga underarter finns listade i Catalogue of Life.